# Ambasador (1984.)
Ambasador, hrvatski dugometražni film iz 1984. godine.